# Cerro El Calvario
El cerro El Calvario está ubicado en una colina, que está en medio de la ciudad de Copacabana al oeste de Bolivia, a orillas del Lago Titicaca. Administrativamente se encuentra en el municipio de Copacabana de la provincia de Manco Kapac en el departamento de La Paz, sobre la península de Copacabana.
Unas gradas permiten subir siguiendo las 14 estaciones de la Vía Crucis y alcanzar la cima. Este sendero es recomendado a los turistas subirlo al final de la tarde cuando se puede ver el atardecer desde la cima. Durante el ascenso, los visitantes pueden comprar camiones y casas en miniatura, hechas de yeso o plástico, rezar pidiendo a la Virgen que les beneficie con una casa o camión de verdad, dependiendo de sus deseos y fe.
El ascenso a este cerro es una de las tradiciones que tienen los feligreses y peregrinos, especialmente el día de la Virgen o en Semana Santa.

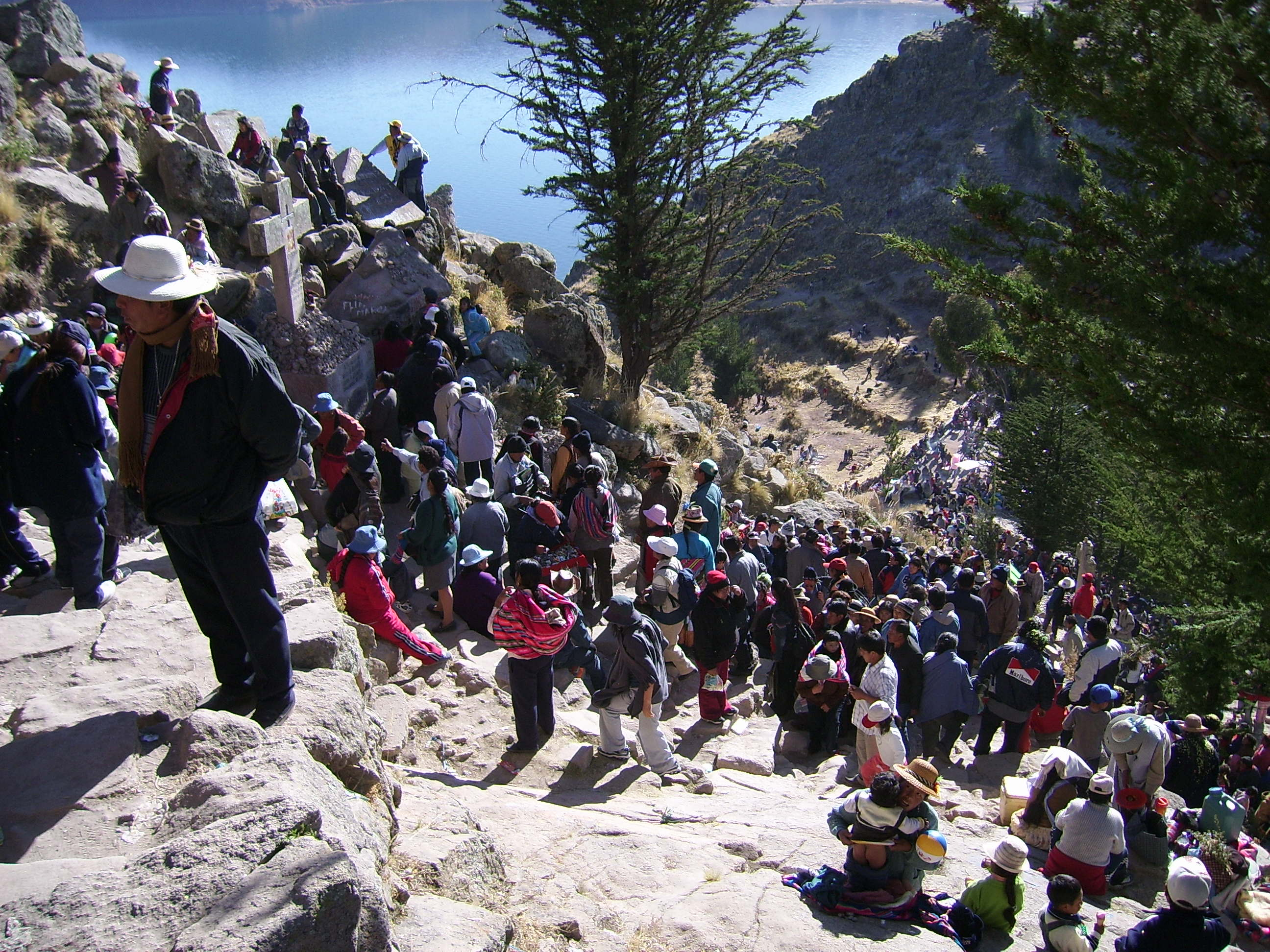
En el pueblo de Copacabana, Bolivia, existe un Virgen que lleva el mismo nombre, a la que los devotos han dedicado una semana de fiesta, dentro de la cual la gente asciende a un morro que domina el paisaje definido por el lago Titicaca a 4100

## Toponimia
Anteriormente, en tiempos del imperio incaico, este cerro se denominaba cerro Llallagua. El diccionario del idioma aymara del misionero italiano Ludovico Bertonio del siglo XVI define "llallahua" como "Papa, o animal monstruoso, como dos papas pegadas, o como una mano, un animal de cinco o seis pies."